# Tennistavolo ai XII Giochi del Mediterraneo
Il torneo di tennistavolo dei XII Giochi del Mediterraneo ha previsto 4 gare: 2 maschili e 2 femminili. Quelli maschili sono stati divisi in singolare e doppio così come quelli femminili. È prevista l'assegnazione del doppio bronzo per tutte e 4 le gare.

## Podi

### Uomini
| Evento                      | Oro                                    | Argento                                | Bronzo                                                                                  |
| Singolo maschile (dettagli) | Jean Philippe Gatien                   | Zoran Primorac                         | Patrick Chila - Damien Eloi                                                             |
| Doppio maschile (dettagli)  | Francia Patrick Chila Olivier Marmurek | Croazia Dragutin Šurbek Zoran Primorac | Italia Massimiliano Mondello Lorenzo Nannoni - Francia Jean Philippe Gatien Damien Eloi |

### Donne
| Evento                       | Oro                                  | Argento                                | Bronzo                                                                     |
| Singolo femminile (dettagli) | Fljura Bulatova                      | Alessia Arisi                          | Emmanuelle Coubat - Mirela Sikoronja                                       |
| Doppio femminile (dettagli)  | Italia Fljura Bulatova Alessia Arisi | Croazia Sandra Susilo Mirela Sikoronja | Francia Agnes Le Lannic Sylvie Plaisant - Grecia Diana Zerdila Maria Mirou |

## Medagliere
| Posizione | Paese   |   |   |   | Totale |
| --------- | ------- | - | - | - | ------ |
| 1         | Francia | 2 | 0 | 5 | 7      |
| 2         | Italia  | 2 | 1 | 1 | 4      |
| 3         | Croazia | 0 | 3 | 1 | 4      |
| 4         | Grecia  | 0 | 0 | 1 | 1      |
| Totale    | Totale  | 4 | 4 | 8 | 16     |